# Sergei Nikolajewitsch Kljatschin
Sergei Nikolajewitsch Kljatschin (russisch Сергей Николаевич Клячин; * 20. November 1986 in Tschaikowski, Region Perm, Sowjetunion) ist ein russischer Biathlet.
Sergei Kljatschin kam zunächst international nur sporadisch zum Einsatz. Bei der Winter-Universiade 2007 in Cesana San Sicario kam er auf den 28. Platz im Sprint, beendete das Verfolgungsrennen nicht und wurde 13. des Massenstartrennens. Im weiteren Verlauf des Jahres nahm er auch an den Junioren-Wettbewerben der Sommerbiathlon-Weltmeisterschaften 2007 in Otepää teil. Im Sprint kam er auf den achten Rang und konnte sich im darauf basierenden Verfolgungsrennen bis auf den Bronzemedaillenrang hinter Krassimir Anew und Dmitri Blinow verbessern. Den größten Erfolg feierte Kljatschkin bei den Russischen Meisterschaften 2009 in Uwat. Mit Witali Norizyn, Maxim Ichsanow und Artjom Uschakow gewann er den Titel im Staffelrennen.
Seinen internationalen Durchbruch hatte Kljatschin in der Saison 2011/12. Der Russe kam regelmäßig zu Einsätzen im IBU-Cup und gewann in Idre als 20. eines Sprints sofort Punkte. Bei seinem zweiten Rennen, einem Einzel in Ridnaun, erreichte er als Drittplatzierter erstmals das Podium, in Obertilliach gewann er an der Seite von Anastassija Sagoruiko, Jekaterina Schumilowa und Wiktor Wassiljew ein Mixed-Staffelrennen. Bei den Europameisterschaften 2012 in Osrblie verpasste Kljatschin als Viertplatzierter des Einzels knapp eine Medaille, gewann im Sprint hinter Alexei Wolkow und Artem Pryma ebenso wie mit Nikolai Jakuschow, Alexander Schirny und Alexei Wolkow im Staffelrennen die Bronzemedaille. Im Verfolgungsrennen fiel er bis auf Rang neun zurück. In Altenberg gewann er zum Ende der Saison mit einem Einzel sein erstes Einzelrennen im IBU-Cup. Gegen Ende der Saison 2011/12 debütierte Kljatschin in Chanty-Mansijsk im Biathlon-Weltcup und verpasste als 48. des Sprints und 46. der Verfolgung in beiden Rennen die Punkte. Zum Ende der nächsten Saison folgten erneut Einsätze in Sotschi im Weltcup, bei denen er als 38. eines Einzels erste Weltcuppunkte sammelte.

## Biathlon-Weltcup-Platzierungen
Die Tabelle zeigt alle Platzierungen (je nach Austragungsjahr einschließlich Olympische Spiele und Weltmeisterschaften).
- 1.–3. Platz: Anzahl der Podiumsplatzierungen
- Top 10: Anzahl der Platzierungen unter den ersten zehn (einschließlich Podium)
- Punkteränge: Anzahl der Platzierungen innerhalb der Punkteränge (einschließlich Podium und Top 10)
- Starts: Anzahl gelaufener Rennen in der jeweiligen Disziplin

| Platzierung                      | Einzel | Sprint | Verfolgung | Massenstart | Staffel | Gesamt |
| -------------------------------- | ------ | ------ | ---------- | ----------- | ------- | ------ |
| 1. Platz                         |        |        |            |             |         |        |
| 2. Platz                         |        |        |            |             |         |        |
| 3. Platz                         |        |        |            |             |         |        |
| Top 10                           |        |        |            |             |         |        |
| Punkteränge                      | 1      |        |            |             | 4       | 5      |
| Starts                           | 1      | 2      | 1          |             | 4       | 8      |
| Stand: nach der Saison 2012/2013 |        |        |            |             |         |        |